# Panagiotis Retsos
Panagiotis Retsos (9 de agosto de 1998) é um futebolista profissional grego que atua como defensor. Atualmente defende o Olympiacos.

## Carreira
Panagiotis Retsos começou a carreira no Olympiacos.

## Títulos
Olympiakos
- Superliga Grega: 2016–17
- Liga Conferência Europa da UEFA: 2023–24

### Prêmios individuais
- 20º melhor jovem do ano de 2017 (FourFourTwo)[2]